# التحصيل
التحصيل هي شهادة كان يحصل عليها طلبة التعليم الزيتوني في نهاية المرحلة الثانوية أي بعد أربع سنوات من حصولهم على أولى الشواهد الزيتونية المسماة بالأهلية. وقد أحدثت شهادة التحصيل طبقا للأمر العلي المؤرخ في 30 آذار\مارس 1933م.

## امتيازاتها
وهذه الشهادة كانت تمكن صاحبها من مواصلة تعليمه العالي الزيتوني، أو اللحاق بمدرسة الحقوق التونسية أو المدرسة التونسية للإدارة. وكانت امتحاناتها تجرى بالعاصمة فقط.

## امتحان التحصيل
أما عدد الناجحين فكان ضئيلا جدا في الثلاثينات إذ لم يتعد سنة 1938: 33 على مجموع 71 مترشحا. ثم ارتفع هذا العدد ليبلغ عدة مئات بعد الحرب العالمية الثانية نتيجة امتداد التعليم الزيتوني. وانخفضت نتيجة ذلك قيمتها في سوق التشغيل.